# Stelletta paucistellata
Stelletta paucistellata är en svampdjursart som beskrevs av Claude Lévi 1952. Stelletta paucistellata ingår i släktet Stelletta och familjen Ancorinidae.
Artens utbredningsområde är Senegal. Inga underarter finns listade i Catalogue of Life.